# Димитровград (Русия)
Вижте пояснителната страница за други значения на Димитровград.
Димитровград (на руски: Димитровград) е град в Русия, административен център на Мелекески район в Уляновска област. Населението му към 1 януари 2018 е 115 253 души.

## История
Селището е основано през 18 век като Мелекесс по едноименната река. На 15 юли 1972 г. името на града е сменено на Димитровград в чест на 90-годишнината от рождението на българския комунистически лидер Георги Димитров.

## География
Градът е разположен на левия бряг на Куйбишевското водохранилище при вливането на река Болшой Черемшан. Намира се на 100 км от областния център Уляновск и на 130 км от град Самара.

## Икономика
Град Димитровград е промишлен център, в който е развито машиностроенето, атомната енергетика и текстилната промишленост.

## Побратимени градове
- Димитровград, България
- Дрогобич, Украйна
- Лида, Беларус
- Алексин, Тулска област
- Обнинск, Калужка област
- Кайраккум, Таджикистан
- Кузнецк, Пензенска област